# Isola del Giglio
Isola del Giglio (Italiaans: Lelie-eiland, oorspronkelijk Grieks: Αιγιλιον (Geiteneiland vanwege de wilde geiten op het eiland), verbasterd tot Latijn: Aegilium Insula of Igilia  Insula) is een eiland van de Toscaanse Archipel in de Tyrreense Zee, en als zodanig een gemeente in de Italiaanse provincie Grosseto (regio Toscane). Het eiland telt 1420 inwoners (31-12-2004). De oppervlakte bedraagt 23,8 km², de bevolkingsdichtheid is 60 inwoners per km². Er is een veerverbinding met Porto Santo Stefano op het vasteland.
Giglio heeft brede zandstranden; de bevolking houdt zich bezig met visserij, fruitteelt en toerisme. Ruïnes laten zien dat de Feniciërs hier vroeger een handelspost hadden, wanneer zij vanaf hun thuishaven Libanon naar Cádiz in Zuidwest-Spanje voeren. Zij vervoerden vooral cederhout. Het haventje Giglio Porto is met de kleine huisjes schilderachtig. Midden op het eiland, hoog op een bergrug en omringd door een ruïnemuur, ligt het kleine stadje Castello. Ooit was deze plek een uitkijkpost voor de oorlogsschepen die hier voorbijvoeren op weg naar Byzantium.
De bekende familie de Medici uit Florence heeft hier in de 13e eeuw enige tijd gewoond.
De volgende frazioni maken deel uit van de gemeente: Isola di Giannutri, Giglio Castello, Giglio Porto en Giglio Campese.

## Scheepsramp
Op vrijdag 13 januari 2012 voer het cruiseschip Costa Concordia met ruim 4000 opvarenden bij Isola del Giglio op een halve kilometer van de haven op een rots. Er werd een gapend gat van 70 meter in de romp geslagen, waarna het schip kapseisde. Er vielen vermoedelijk 32 doden te betreuren. Het eiland is heel belangrijk geweest bij de enorme operatie voor het bergen van het wrak.

## Demografie
Isola del Giglio telt ongeveer 696 huishoudens. Het aantal inwoners daalde in de periode 1991-2001 met 9,8% volgens cijfers uit de tienjaarlijkse volkstellingen van ISTAT.
| Jaar | Inwoneraantal |
| ---- | ------------- |
| 1991 | 1558          |
| 2001 | 1406          |

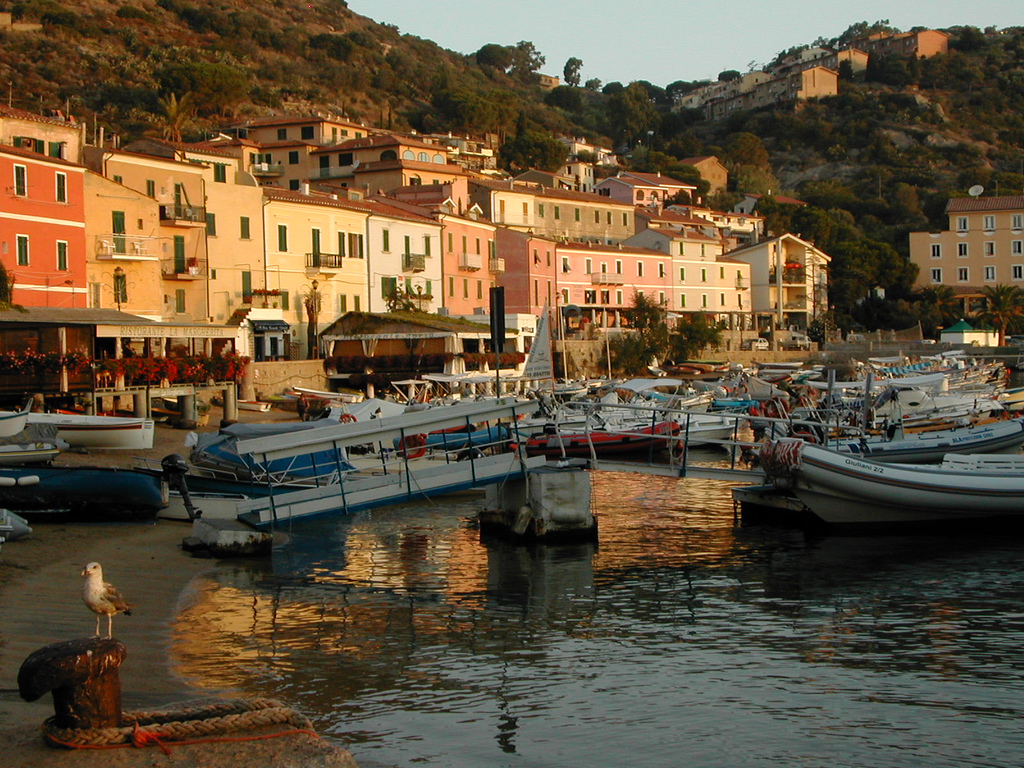
Giglio Porto (haven)
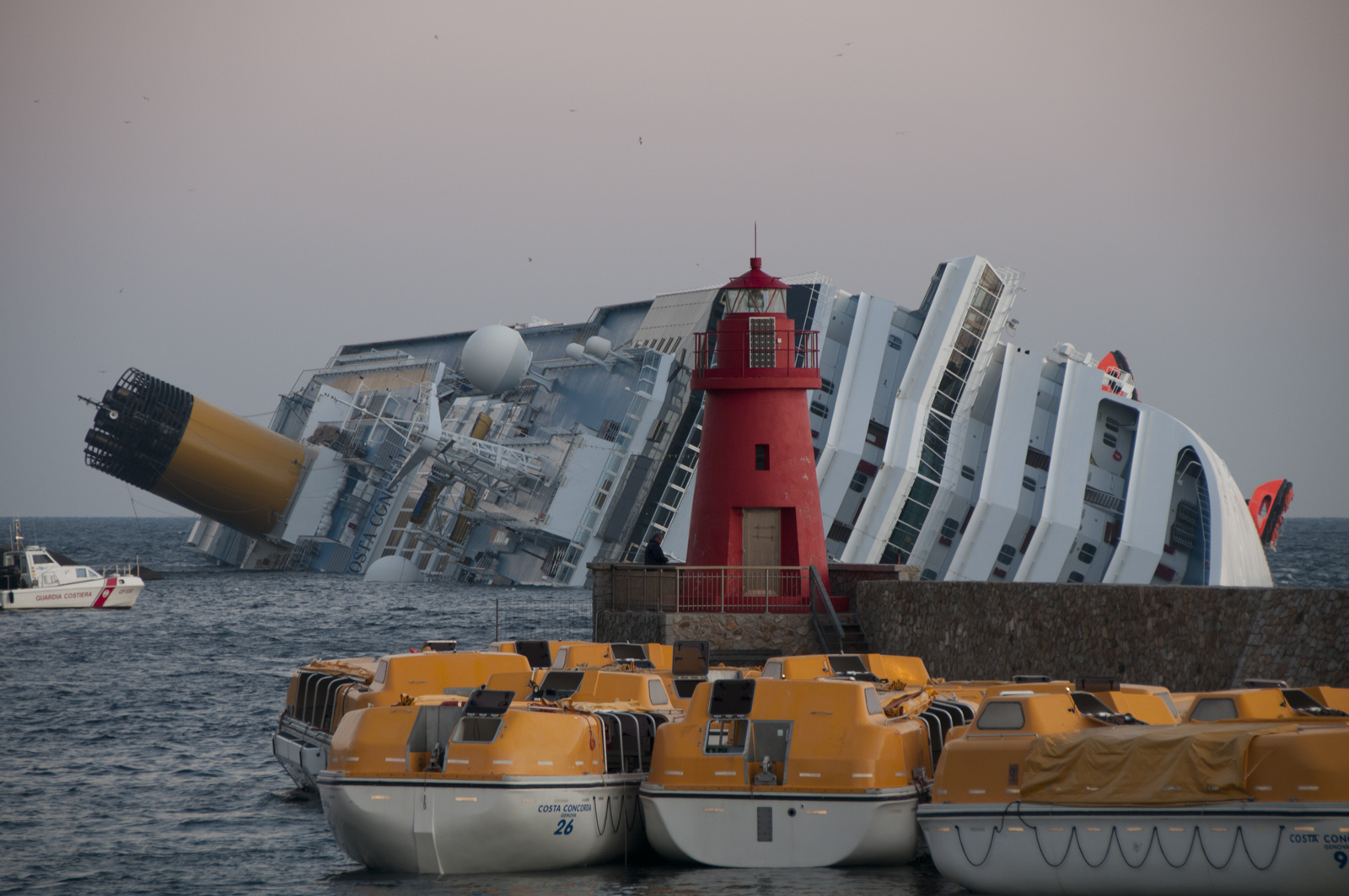
De Costa Concordia
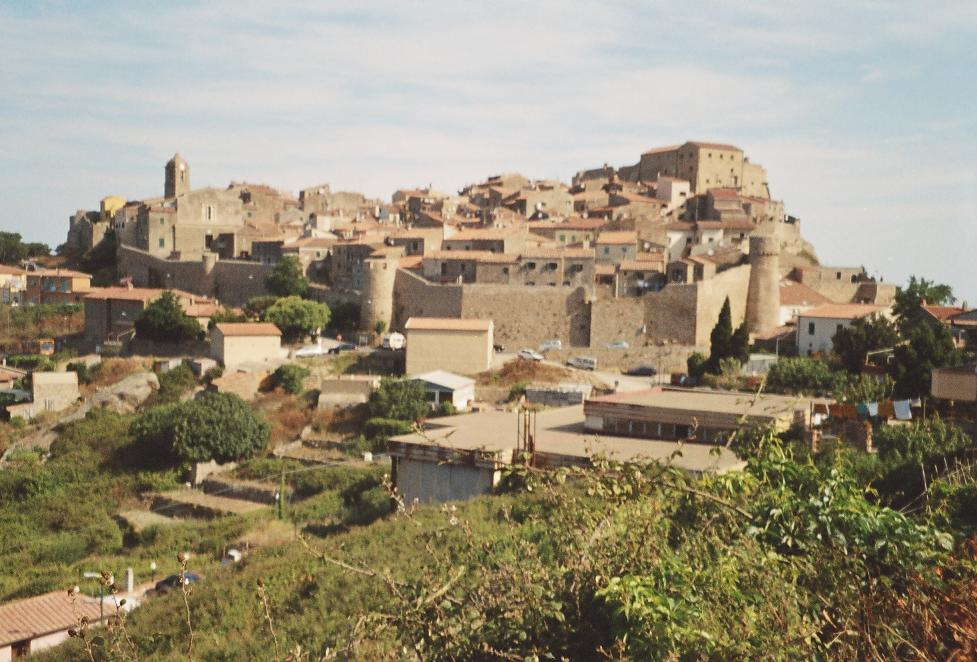
Giglio Castello (burcht)

Arcidosso · Campagnatico · Capalbio · Castel del Piano · Castell'Azzara · Castiglione della Pescaia · Cinigiano · Civitella Paganico · Follonica · Gavorrano · Grosseto · Isola del Giglio · Magliano in Toscana · Manciano · Massa Marittima · Monte Argentario · Monterotondo Marittimo · Montieri · Orbetello · Pitigliano · Roccalbegna · Roccastrada · Santa Fiora · Scansano · Scarlino · Seggiano · Semproniano · Sorano
1. ↑  https://demo.istat.it/?l=it.